# Dreiring-Werk

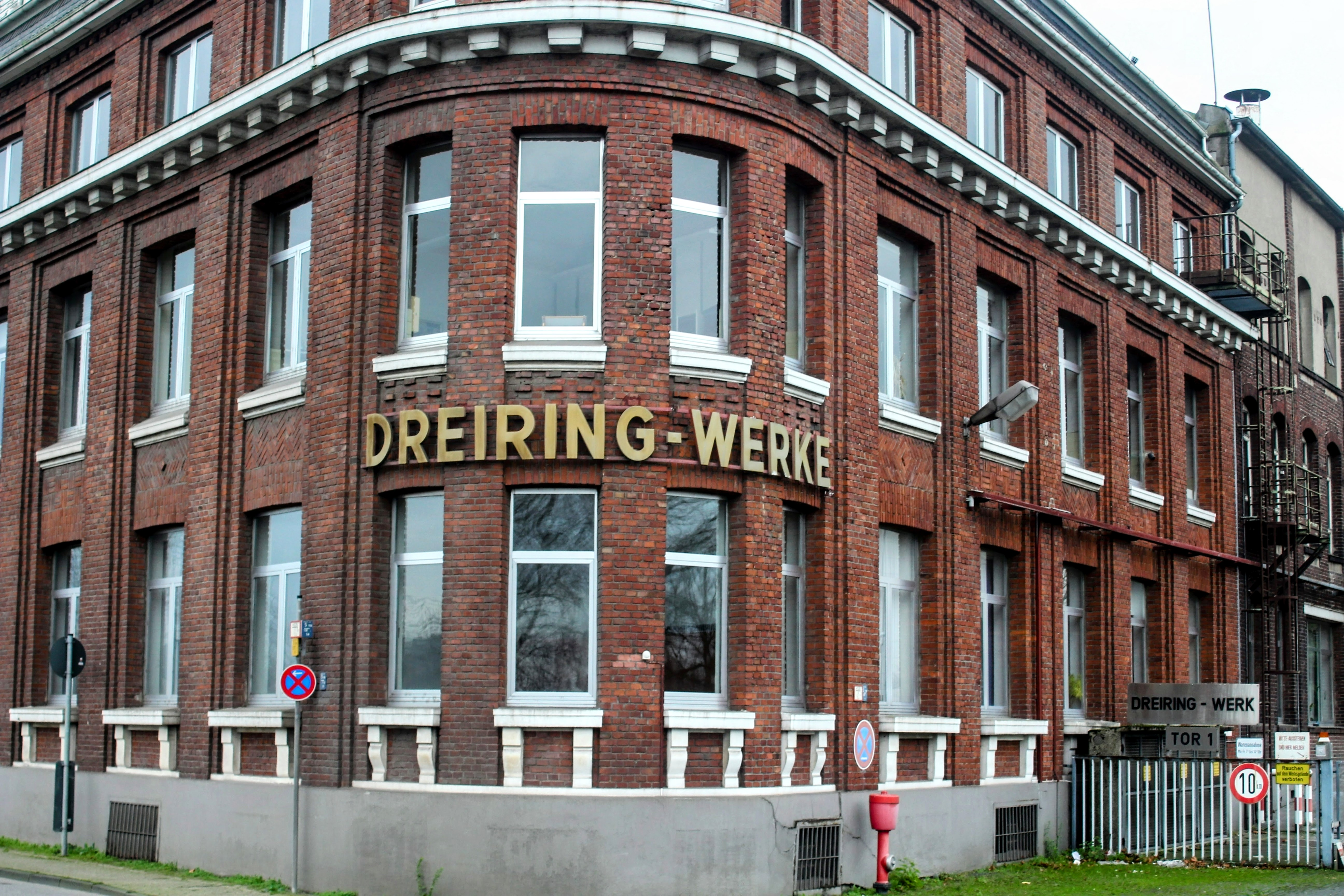
Das ehemalige Dreiring Werk im Krefelder Rheinhafen

Die Dreiring-Werk GmbH & Co.KG war ein Lohnunternehmen mit Sitz in Krefeld, das Feinseifenstücke, Rasierseife und -creme und Ähnliches herstellte.

## Geschichte

### 1771–1949
Die Wurzeln des „Dreiring-Werks“ gehen zurück auf das Jahr 1771, als der Kaufmann Georg Wilhelm Melsbach in Krefeld die „Seifenfabrik Melsbach“ gründete. Diese verlagerte 1905 ihre Produktion in den Krefelder Rheinhafen. 1920 schloss sich das Unternehmen mit 11 weiteren Seifenfirmen (darunter „Welcker & Buhler“, „P.H. Schrauth“, „Welter“ und „de Greiff“) zu der „Dreiring-Werke KG“ zusammen. Neben dem Hauptsitz und der größten Produktionsstätte in Krefeld, gab es zu dieser Zeit noch 13 weitere Niederlassungen. 1924 beteiligt sich Henkel & Cie. an diesem Unternehmen.

### 1950–1996
1950 übernahm Henkel & Cie. zuerst die Mehrheit an der Dreiring-Werke KG und 1953 dann sämtliche Kommanditanteile. Damit wurde die Basis für das Henkel Fragrance Center (HFC) geschaffen, das sich mit der Entwicklung von Parfum beschäftigt. Heute liegt das HFC unabhängig direkt neben dem Dreiring-Werk im Rheinhafen in Krefeld. 1954 führt dann die Dreiring-Werke KG eine heute weltbekannte Marke ein, die Fa Pflege Serie. 1959 werden die Seife Ladon sowie die Feinappretur Perla eingeführt, die ab 1961 zusammen mit Fa über Henkel vertrieben werden.

### 1997–2004
Am 1. Januar 1997 übernahmen die Dalli-Werke GmbH & Co.KG der Familie Wirtz die Firma Dreiring.
Die Dreiring-Werk GmbH wurde 2001 als selbständige Gesellschaft ausgegliedert. Das Unternehmen wurde als Lohnhersteller strategisch neu positioniert.

### 2005 bis heute
2005 übernahm die M. Kappus Seifenfabrik GmbH & Co. die Dreiring-Werk GmbH, die heute Dreiring-Werk GmbH & Co.KG heißt. Die strategische Ausrichtung wurde beibehalten. Zusammen mit der Firma Dreiring ist Kappus der größte Seifenproduzent in Westeuropa.
Im September 2018 meldete sowohl die Gruppe Kappus als auch das Dreiring-Werk Krefeld Insolvenz an.
Im September 2019 wurden 40 Mitarbeiter entlassen.
Das endgültige Aus wurde am 27. Januar 2020 besiegelt, als in einer Betriebsversammlung vom Insolvenzverwalter die Nachricht publiziert wurde, dass die Dreiring-Werk GmbH spätestens zum 30. September 2020 den Betrieb einstellen und das Werk schließen werde.
Für einen Bericht in der Sendung plietsch besuchte 2017 ein Kamerateam des NDR die Seifenfabrik.

## Zahlen und Fakten
Im Jahre 2005 hatte die Dreiring-Werk GmbH & Co.KG 130 Mitarbeiter und eine Produktionskapazität von 35.000 t Grundseife im Jahr. In der Lohnproduktion wurde ein Umsatz von 21,9 Mio. Euro erzielt. Die Hälfte der Produktion war für das Ausland bestimmt. An fünf Hochgeschwindigkeitslinien konnten 180 Mio. Stücke Seife im Jahr produziert werden, an drei flexiblen Linien 60 Mio. Stücke im Jahr. Die Produktpalette umfasste Feinseifenstücke im Wickler sowie in Faltschachteln, Rasierseifen, Rasiercremes in Tiegeln, Transparentseifen, Seifennudeln als Zwischenprodukt, technische Seifen und Waschhilfsmittel.

## Bekannte Marken
- Fa (heute erfolgt der Vertrieb durch Henkel)